# Rubén Miño
Rubén Miño i Peralta, ou simplesmente Rubén Miño (Cornellá de Llobregat, 18 de janeiro de 1989), é um futebolista espanhol. Atua como goleiro e atualmente defende o Oviedo.

## Carreira
Sem ter tido ainda nenhuma chance pela equipe principal, tem atuado como mais frequência pelo Barcelona B.
Sua primeira chance foi contra o Sevilla, onde o Barcelona perdeu de 3x1, no dia 14 de Agosto de 2010.
No ano de 2012, Rubén Miño assinou contrato com o RCD Mallorca.

## Títulos
Barcelona
- Copa do Mundo de Clubes da FIFA: 2009[4]
- Supercopa da Espanha: 2010[2]

 Seleção Espanhola
- Euro Sub-21: 2011[4]

## Referencias
1. ↑  Eduardo Navarro López, César. «Desenvolvimento de metodologia sistemática para a avaliação do estado das pontes existentes no Brasil». Consultado em 16 de março de 2023
2. 1 2  Adriano da Silva, Romeu. «Escola profissional mixta Cel. Francisco Garcia». Consultado em 16 de março de 2023
3. ↑  Argüello Lacayo, José (1 de julho de 2020). «Rubén Darío en Mallorca, cara a cara con Dios». Revista Albertus Magnus (2): 203–240. ISSN 2500-5413. doi:10.15332/25005413.6406. Consultado em 16 de março de 2023
4. 1 2  «Kemp, Robert Thayer, (18 June 1928–24 June 2014), export credit consultant». Oxford University Press. Who Was Who. 1 de dezembro de 2007. Consultado em 16 de março de 2023